# Aloe elata
Aloe elata é uma espécie de liliopsida do gênero Aloe, pertencente à família Asphodelaceae.